# Raging Abe Simpson and His Grumbling Grandson in "The Curse of the Flying Hellfish"
"Raging Abe Simpson and His Grumbling Grandson in "The Curse of the Flying Hellfish"" är avsnitt 22 från säsong sju av Simpsons. Avsnittet sändes på Fox i USA den 28 april 1996. I avsnittet dör en av Farfar Abe Simpsons kollegor från andra världskriget vilket gör att det är bara han och Mr. Burns som lever från gruppen "The Flying Hellfish" som hade en tontine, som ger den som dör sist en mängd värdefulla tavlor de stal. Mr. Burns bestämmer sig för att döda farfar så att han blir den sista överlevande. Avsnittet skrevs av Jonathan Collier och regisserades av Jeffrey Lynch. Avsnittet är baserat på historier om förlorade tavlor under kriget. Avsnittet är hyllat för sina action- och undervattenscener. Flera scener är baserat på Sgt. Rock. Avsnittet fick en Nielsen ratings på 8.3, och var det näst mest sedda på Fox under veckan. Marcia Wallace gästskådespelar som Edna Krabappel.

## Handling
Farfar Abe gästar Barts klass under far- och morföräldrar-dagen på Springfield Elementary School, där han skämmer ut Bart genom att påstå sig ha uppfunnit toaletten, att ha fått katter och hundar att börja bråka och att Vilhelm II av Tyskland stal ordet tjugo. Tillbaka på äldreboendet får Abe reda på att Asa Phelps avlidit. Asa var en av de män som tjänstgjorde under Abes befäl i armén under andra världskriget. Deras trupp, kallad "Flying Hellfish", bestod också av Clancy Wiggums far Iggy, Seymour Skinners far Sheldon, Griff, Ox, Etch och Barney Gumbles far Arnie och Mr. Burns. Burns och Abe är nu de två enda överlevande medlemmarna från truppen. Under kriget gjorde de en tontine efter att ha stulit värdefulla tavlor från en tysk. Burns tänker döda Abe så att han får tavlorna.
Han anlitar Fernando Vidal för jobbet men misslyckas och Abe flyttar in till sin sons familj. Han berättar där för Bart att han gömmer sig från Burns och historien om tavlorna. Bart tror inte på honom förrän Burns kommer och stjäl Abes nyckel till låset med tavlorna. Abe blir ledsen för att Burns får tavlorna, men Bart avslöjar då att han stal Burns nyckel och de två går för att hämta tavlorna. Bart dyker ner i en sjö där kistan med tavlorna finns, men Burns upptäcker dem och stjäl tavlorna under pistolhot. Bart håller på att drunkna i vattnet så Abe får hoppa i och rädda honom. De två åker sen ikapp Burns för att få tag i tavlorna och han ger sig. Polisen kommer samtidigt och tar hand om tavlorna, som återgår till en arvinge till de ursprungliga ägarna. Bart och Farfar Abe går hem tillsammans.

## Produktion
Jonathan Collier fick idén till manuset efter att han läst artiklar om förlorad konst. Historien handlar om farfar och Burns och gav dem en chans att ge andra rollfigur föräldrar. De andra medlemmarna baserades på filmkaraktärer. Idén att ha en tontine kom från Bill Oakley efter en idé från ett avsnitt av Barney Miller. Collier ville kalla gänget för "Fighting Hellfish" men byttes till "Flying Hellfish". Logotypen ändrades inte då de bytte namnet. David Silverman anser att regissörien för avsnittet gjorde ett utmärkt briljant jobb. Regissören Jeffrey Lynch tog hjälp av Brad Bird som har jobbat med många svåra tagningar. Lynch jobbade inte med något till avsnitt under tiden och kunde fokusera enbart på avsnittet. Han gjordes storyboarden mest själv. Avsnittet innehåller med scener än ett vanligt avsnitt, många animerades av Dexter Reed. Andra som animerade var Chris Clements, Ely Lester, James Purdum, Tommy Tejeda och Orlando Baeza. Marcia Wallace gästskådespelar som Edna Krabappel.

## Kulturella referenser
Mycket av tillbaka blickarna är baserad på Sgt. Rock. Fler av målningarna som visas är riktiga som försvann under andra världskriget. Animatörerna tog hjälp av böcker för att hitta målningar. Att farfar minns att han träffat döden är en referens till Trollkarlen från Oz. Scenen då Ox berättar vad en tontine är en referens till M*A*S*H-avsnittet "Old Soldiers". Att Flying Hellfish plundrar ett slott är en referens till 12 fördömda män, scenen då farfar försöker döda Hitler är en referens till Schakalen.

## Mottagande
Avsnittet hamnade på plats 48 över mest sedda program under veckan med en Nielsen ratings på 8.3. Avsnittet var det näst mest sedda på Fox under veckan. I boken I Can't Believe It's a Bigger and Better Updated Unofficial Simpsons Guide har Warren Martyn och Adrian Wood skrivit att avsnittet visar Mr. Burns personifiering av Marge, några spektakulära actionsekvenser, och några bra undervattensscener som inte är särskilt lysande.
Dave Foster från DVD Times har skrivit om avsnittet att det är lätt höjdpunkten i den här säsongen när det gäller filmhänvisningar med underbara animationer, iscensättning och belysning som kompletterar vad som egentligen är ett mini film-actionäventyr som realiseras av farfar och Bart. Många avsnitt under säsongen handlar också om hur familjebandet som inte förstärks men de saknar inte underhållning. Från DVD Movie Guide har Colin Jacobson skrivit att många farfar-avsnitt är tråkiga men Hellfish är ett viktigt undantag. Det är mycket roligt att se hans förflutna från kriget, framför allt eftersom vi hittar föräldrar till seriens rollfigur. Han gillar också de svängen som berättelsen har och att avsnittet är smart och uppfinningsrik som blir ett fantastiskt avsnitt. Adam Finley från TV Squad anger att avsnittet är ett av de mest rörande i seriens historia och är mer galen än känslomässig men här visar farfar att han inte är en galen gammal pensionär.